# Carlos de Isenburg-Büdingen
El Príncipe Carlos de Isenburg-Büdingen (en alemán: Karl Viktor Amadeus Wolfgang Kasimir Adolf Bodo; 29 de julio de 1838 - 2 de abril de 1899) fue jefe de la mediatizada casa alemana de Isenburg y Büdingen.

## Biografía
Carlos nació en Birstein, Hesse, como el segundo vástago del Príncipe Víctor Alejandro de Isenburg-Büdingen, hijo de Carlos, el último príncipe soberano de Isenburg, y su esposa, la Princesa María de Löwenstein-Wertheim-Rosenberg. Después de la temprana muerte de su padre en 1843, Carlos fue puesto a cargo de su tío Wolfgang Ernesto III, Príncipe de Isenburg-Birstein, quien lo crio en su denominación protestante. Sin embargo, fue expuesto a la fe católica por su madre y en 1861 se convirtió al catolicismo.
El 31 de mayo de 1865, a la edad de veintisiete años, contrajo matrimonio con la Archiduquesa María Luisa de Toscana (1845-1917), hija del Gran Duque Leopoldo II de Toscana y su segunda esposa, la Princesa María Antonieta de Borbón-Dos Sicilias. La pareja tuvo nueve hijos. En 1866, después de la muerte de su tío, Carlos lo sucedió como Príncipe de Isenburg-Birstein.
Carlos murió a la edad de sesenta años en 1899, mientras que su esposa María Luisa murió en 1917. Ellos son los ancestros de la Princesa Sofía de Prusia, esposa de Jorge Federico, jefe de la Casa de Prusia quienes gobernaron como emperadores de Alemania hasta 1918.

## Hijos
Carlos y María Luisa tuvieron nueve hijos:
- Príncipe Leopoldo Wolfgang (1866-1933), sucedió a su padre como Príncipe de Isenburg. En 1902 desposó a Olga de Sajonia-Weimar-Eisenach (1869-1924), hija del Príncipe Hermann de Sajonia-Weimar-Eisenach, y tuvieron descendencia. Desposó por segunda vez en 1924 a la Condesa María von Dürckheim-Montmartin (1880-1937), sin descendencia.
- Princesa María Antonia (1867-1943).
- Princesa María Micaela (1868-1919).
- Príncipe Francisco José (1869-1939), desposó a la Princesa Federica de Solms-Braunfels, y tuvieron descendencia.[2] Son los bisabuelos de la Princesa Sofía de Prusia.
- Príncipe Carlos José (1871-1951), desposó morganáticamente a Bertha Lewis.
- Príncipe Víctor Salvador (1872-1946), desposó a Leontine Rohrer.
- Príncipe Alfonso María (1875-1951), desposó en 1900 a la Condesa Paulina María de Beaufort-Spontin (1876-1955), y tuvieron descendencia.[2]
- Princesa María Isabel (1877-1943), desposó a Georg Beyer
- Princesa Adelaida María (1878-1936).